# 孟加拉榕
孟加拉榕（學名：Ficus benghalensis）為桑科榕屬的植物，原產於印度。树高十至十五米，树叶呈长椭圆形，叶端为尖状。枝叶繁茂，向四方蔓生。
其种加词“benghalensis”意为“孟加拉国的”。

## 佛教
印度古稱尼拘樹，又譯尼拘陀樹、尼拘留他樹、尼拘屢陀樹、尼拘律樹、尼俱盧陀樹等。在佛經中多次提及此樹名。
過去七佛中的迦葉佛在此樹下成佛。釋迦牟尼佛的母國中，有尼拘律園，供僧團居住、修行。
因樹形高大但种子细小，故佛典常用来比喻由小因而得大果报者。《佛说无量寿经》中，以“如尼拘类树，普覆一切故”来比喻极乐世界菩萨的广大智慧。《慧琳音义》卷十五解释为（大五四·四〇二上）：‘此树端直无节，圆满可爱，去地三丈余，方有枝叶，其子微细如柳花子。唐国无此树，言是柳树者，非也。’